# はっぴいえんど
はっぴいえんど（英語: HAPPY END）は、1970年代前半に活動した日本のロックバンド。細野晴臣、大瀧詠一、松本隆、鈴木茂によって結成された。日本語ロック史の草創期に活動したグループの一つ。

## 概要
バンドの作詞担当だった松本隆が、ダブルミーニング等の技法を駆使した歌詞をつくり、大瀧詠一と細野晴臣が曲にのせる事で日本語ロックを構築した。第2回全日本フォークジャンボリー、第3回全日本フォークジャンボリーにも出演した。
松本は後年、ジャックスの楽曲「からっぽの世界」の歌詞に影響を受けたことを公言し「この曲がなければ『はっぴいえんど』はなかったかもしれない」という趣旨の発言をしている。
細野は、メンバーは宮沢賢治に影響を受けており、その世界観がバンドの音楽性にも影響を与えていると述べている。
サウンド面においては、アメリカのバッファロー・スプリングフィールドなどの影響を受けていた。もっとも1960年代末から1970年代初頭には、日本でもすでにハードロックやプログレッシブ・ロックが注目されていたが、1970年の洋楽専門雑誌では特集で彼らが回顧されていた。しかし、ブリティッシュロックが人気だった当時の日本でフォークソングやフォークロックの音楽性を標榜したのは、「日本のロック」を作るためにはアメリカのロックをやらなければならないという考えがあったためで、また細野がアメリカ音楽の影響を強く受けていたこともある。当初、大瀧詠一と細野晴臣は音楽性を重視していたため、ロックに日本語の歌詞を付けるという松本の提案に反対した。
はっぴいえんどは活動当時の音楽誌には多数取り上げられてはいるものの、一般レベルでどれほどの知名度や評価があったのかは不明で、『月刊明星』1976年12月号で「'76フォーク&ロック資料館 決定版にっぽんフォーク&ロック年表」という特集が組まれ、このフォーク&ロック年表では1958年の日劇ウエスタンカーニバルを起点とし、1976年までのフォーク&ロックの主要な出来事が記載されており、岡林信康や吉田拓郎、井上陽水、かぐや姫、キャロルらはデビューやヒット実績など何度も記載があるが、はっぴいえんどは無視されている。『月刊明星』の1970年代の発行部数は150万部前後とされており、『月刊明星』編集部ははっぴいえんどを重要とは考えていなかったと見られ、1976年頃までは一般レベルでは誰も知らないバンドだった可能性が考えられる。
はっぴいえんどが取った方向性やその音楽性は、後に続く日本のロックバンドに大きな影響を与え、乱魔堂、センチメンタル・シティ・ロマンス等の後継者を生んだ。また松本が長らく作詞を担当した松田聖子の曲は大瀧・細野・鈴木が作曲した曲が数多くあり、はっぴいえんどの方向性や音楽性は松田にも受け継がれている。
遠藤賢司、岡林信康、加川良、高田渡、小坂忠らのバックバンドとしても、コンサートやスタジオ録音等を行っている。
バンド初期には、後にムーンライダーズを結成する鈴木慶一がサポート（ギター＆コーラス）で参加していた。メンバー入りが検討され、また鈴木自身も加入を希望したが、最終的には見送られた。その後、1973年のラスト・ライブにもはっぴいえんどのサポート（ピアノ）で参加している（なお、このライブに前座で出演した「ムーンライダーズ」は、鈴木が1975年に始動させるムーンライダーズとは同名異バンドであり、この時点で鈴木は参加していない）。また、バンド末期の1972年には、短期間ながらベーシストとして野地義行（元ブルース・クリエイション）が参加していたこともあった。
代表曲の「風をあつめて」は、2003年のアメリカ映画『ロスト・イン・トランスレーション』と2009年の日本映画『おと・な・り』の他、漫画『うみべの女の子』でそれぞれ取り上げられた。
2013年12月30日、メンバーだった大瀧が解離性動脈瘤により死去。葬儀には細野、鈴木、松本が参列し、出棺時には3人が棺を担いだ。
2021年11月5日・6日、松本隆作詞活動50周年記念オフィシャル・プロジェクト『風街オデッセイ2021』と冠したコンサートが日本武道館にて開催され、細野、松本、鈴木の3人が36年ぶりに“はっぴいえんど”として出演。「花いちもんめ」「12月の雨の日」「風をあつめて」の3曲を演奏した。

## メンバー
- 細野晴臣（ほその はるおみ 1947年7月9日 - ） - ボーカル、ベース、ギター、キーボード、作曲
  - 東京都港区白金出身。
- 大瀧詠一（おおたき えいいち 1948年7月28日 – 2013年12月30日） - ボーカル、ギター、作曲
  - 岩手県江刺郡梁川村（現：奥州市）出身。
- 松本隆（まつもと たかし 1949年7月16日 - ） - ドラムス、パーカッション、作詞
  - 東京都港区青山出身。
- 鈴木茂（すずき しげる 1951年12月20日 - ） - ギター、ボーカル、作曲
  - 東京都世田谷区出身。

## 年表

### 1969年
- 3月、“エイプリル・フール”結成。
- 9月、はっぴいえんどの前身“ヴァレンタイン・ブルー”結成。
- 9月27日、エイプリル・フール、アルバム『APRYL FOOL』発売。
- 10月、エイプリル・フール解散。
- 10月28日、ヴァレンタイン・ブルー、デビュー・ライブとなる“ロックはバリケードをめざす”（全電通ホール）に出演。

### 1970年
- 3月、ヴァレンタイン・ブルー、バンド名を“はっぴいえんど”に改名。
- 3月6日、遠藤賢司『niyago』レコーディングに参加。
- 3月23日、岡林信康『岡林信康アルバム第二集 見るまえに跳べ』レコーディングに参加。
- 4月、アルバム『はっぴいえんど』レコーディング。
- 4月12日、“ロック叛乱祭”に出演（文京公会堂）。
- 8月5日、アルバム『はっぴいえんど』発売。
- 8月8日、“第2回全日本フォークジャンボリー”出演。
- 10月、岡林とのコンサート・ツアー開始。
- 12月1日、“岡林信康コンサート”をライヴ録音。

### 1971年
- 1月16日、高田渡『ごあいさつ』レコーディングに参加。
- 4月1日、シングル「12月の雨の日/はいからはくち」発売。
- 4月10日、加川良『教訓』レコーディングに参加。
- 4月14日、“加橋かつみコンサート”出演。
- 5月7日、アルバム『風街ろまん』レコーディング開始。
- 8月7日、“第3回全日本フォークジャンボリー”出演。
- 8月21日、“ロックアウト・ロック・コンサート”出演。
- 11月20日、アルバム『風街ろまん』発売。
- 12月10日、シングル「花いちもんめ/夏なんです」、大瀧ソロ・シングル「恋の汽車ポッポ/それはぼくじゃないよ」同時発売。

### 1972年
- 5月6日、“第2回春一番コンサート”出演。
- 6月25日、大瀧、ソロ・シングル「空飛ぶくじら/五月雨」発売。
- 7月1日、“ラスト・はっぴいえんどツアー”開始。
- 10月、渡米してロサンゼルスでアルバム『HAPPY END』をレコーディング。
- 11月25日、大瀧、ソロ・アルバム『大瀧詠一』発売。
- 12月31日、はっぴいえんど、正式解散。

### 1973年
- 2月25日、アルバム『HAPPY END』、シングル「さよならアメリカ さよならニッポン/無風状態」同時発売。
- 5月25日、細野ソロ・アルバム『HOSONO HOUSE』発売。
- 9月1日、ベスト・アルバム『CITY ⁄ HAPPY END BEST ALBUM』発売。
- 9月21日、はっぴいえんどラスト・ライブ“CITY-Last Time Around”に出演。
- 9月25日、細野ソロ・シングル「恋は桃色/福は内鬼は外」発売。

### 1974年
- 1月15日、“CITY-Last Time Around”での模様を収録したライブ・アルバム『ライブ!! はっぴいえんど』発売。
- 6月25日、編集盤『SINGLES』発売。

### 1985年
- 6月15日、“国際青年年記念 ALL TOGETHER NOW”に出演。
- 9月5日、“ALL TOGETHER NOW”での模様を収録したライブ・アルバム『THE HAPPY END』発売。

### 2015年
- 6月24日、松本隆の作詞家活動45周年記念トリビュート・アルバム『風街であひませう』発売。スペシャル・トラックとして松本と細野、鈴木の演奏で再レコーディングされた未発表曲「驟雨の街」を収録[17]。
- 8月21日・22日、東京国際フォーラムで開催された松本隆作詞活動45周年記念コンサート『風街レジェンド2015』に松本、細野、鈴木が揃って出演[18]。

### 2021年
- 11月5日・6日、松本隆作詞活動50周年記念オフィシャルプロジェクトの集大成ともいえるコンサート『風街オデッセイ2021』が日本武道館にて開催。細野、松本、鈴木の3人が36年ぶりに“はっぴいえんど”名義でステージに上がり3曲を演奏[19]。

## ディスコグラフィー

### シングル
| #                 | タイトル                                     | 発売日         | 規格  | 品番       | 収録曲                                   | 備考                                                             |
| KING              | KING                                         | KING           | KING  | KING       | KING                                     | KING                                                             |
| ----------------- | -------------------------------------------- | -------------- | ----- | ---------- | ---------------------------------------- | ---------------------------------------------------------------- |
| 1                 | 12月の雨の日 / はいからはくち                | 1971年4月1日   | 7inch | BS-1366    | 12月の雨の日                             | 両曲ともアルバムとは別ヴァージョン                               |
| 1                 | 12月の雨の日 / はいからはくち                | 1971年4月1日   | 7inch | BS-1366    | はいからはくち                           | 両曲ともアルバムとは別ヴァージョン                               |
| 2                 | 花いちもんめ / 夏なんです                    | 1971年12月10日 | 7inch | BS-1467    | 花いちもんめ                             | 両曲ともアルバム『風街ろまん』からのリカット                     |
| 2                 | 花いちもんめ / 夏なんです                    | 1971年12月10日 | 7inch | BS-1467    | 夏なんです                               | 両曲ともアルバム『風街ろまん』からのリカット                     |
| Bellwood ⁄ KING   |                                              |                |       |            |                                          |                                                                  |
| 3                 | さよならアメリカ さよならニッポン / 無風状態 | 1973年2月25日  | 7inch | OF-10      | さよならアメリカ さよならニッポン        | 両曲ともアルバム『HAPPY END』からのリカット                      |
| 3                 | さよならアメリカ さよならニッポン / 無風状態 | 1973年2月25日  | 7inch | OF-10      | 無風状態                                 | 両曲ともアルバム『HAPPY END』からのリカット                      |
| URC ⁄ TOSHIBA-EMI |                                              |                |       |            |                                          |                                                                  |
| 4                 | あしたてんきになあれ                         | 1999年11月26日 | CD    | TOCT-22045 | あしたてんきになあれ                     | - 宝島社『smart』CMソング - アルバム『風街ろまん』からのリカット |
| 4                 | あしたてんきになあれ                         | 1999年11月26日 | CD    | TOCT-22045 | 風をあつめて                             | アルバム『風街ろまん』からのリカット                             |
| 4                 | あしたてんきになあれ                         | 1999年11月26日 | CD    | TOCT-22045 | あやか市の動物園（ライブ・ヴァージョン） | 第2回全日本フォークジャンボリー（1970年8月9日）より              |

### オリジナル・アルバム
URC
1. はっぴいえんど（1970年8月5日）- LP:URL-1015
2. 風街ろまん（1971年11月20日）- LP:URG-4009

Bellwood ⁄ KING
1. HAPPY END（1973年2月25日）- LP:OFL-8

### ベスト・アルバム
Bellwood ⁄ KING
1. CITY ⁄ HAPPY END BEST ALBUM（1973年9月1日）- LP:OFL-15
  - コーラスに小坂忠参加の「はいからはくち」の別ヴァージョン、第3回全日本フォークジャンボリーのライブ音源の「かくれんぼ」を収録。

### 編集盤
1. SINGLES（1974年6月25日）- LP:OFL-26
  - A面に大瀧詠一と細野晴臣それぞれのシングル、B面にはっぴいえんどのシングル曲を集めた編集盤。
2. はっぴいえんど & 風街ろまん（1986年3月30日）
  - 『はっぴいえんど』と『風街ろまん』全曲を一枚のCDに収めた、2 in 1のCD。

### ライブ・アルバム
1. ライブ!! はっぴいえんど（1974年1月15日）- Bellwood ⁄ KING LP:OFL-20
  - 1973年9月21日に文京公会堂で行われた“CITY -LAST TIME AROUND”での模様を収録した、1970年代に発表された唯一のライブ盤。前年の時点でバンドは既に解散していたので、一時的な再編という色合いが濃い。三部構成だったイベントの出演者のうち、はっぴいえんどのメンバーがプロデュースを務め、風都市（音楽事務所）がこれから売り出そうとする吉田美奈子、南佳孝、ムーンライダース、ココナツ・バンクの曲は、同日発売のライブ・アルバム『1973.9.21 SHOW BOAT 素晴しき船出』[注釈 1] に収録された。
2. THE HAPPY END（LP:1985年9月5日 CT:1985年11月3日）- CBS/SONY LP:18AH-1933, CT:18KH-11755
  - 1985年6月15日国立競技場で行われたイベント“ALL TOGETHER NOW”での再結成ライブを収録。LPは45回転盤。初回特典として7/12はっぴいえんど宣言や6/15再結成ライブの座談会などが収録されている24ページのブックレット「THE HAPPY END パンフレット」を同封。
3. はっぴいえんど GREEEATEST LIVE! ON STAGE（1986年7月15日）
  - 「ロック叛乱祭」（1970年4月12日）、「第3回全日本フォークジャンボリー」（1971年8月7日）、「加橋かつみコンサート」（1971年4月14日）での演奏を収録。
4. はっぴいえんど LIVE ON STAGE（1989年8月25日）
  - CDでのみ発売。「第2回全日本フォークジャンボリー」（1970年8月9日）、「ロック・アウト・ロック・コンサート」（1971年8月21日）、「加橋かつみコンサート」（1971年4月14日）、「第3回全日本フォーク・ジャンボリー」（1971年8月7日）での演奏を収録。

### ボックス・セット
1. はっぴいえんど〜HAPPY END（1993年5月25日）
  - レコード各社共同企画の“ソングライター・ルネッサンス”の一環として発売された4枚組ボックス・セット。ライブも含めたオリジナル・アルバム4作とブックレット付き。その内『風街ろまん』『HAPPY END』の2枚は、吉野金次によるオリジナル・マルチトラック・マザー・テープを使用したリミックス盤で、発売当時、物議を醸した。またこのリミックス盤については、その内の数曲が細野のボックス・セット『HOSONO BOX 1969-2000』に収録されたのみで以後、再発売されていない。
2. はっぴいえんどBOX（2004年3月31日）
  - オリジナル・アルバム『はっぴいえんど』『風街ろまん』『HAPPY END』、ライブアルバム『ライブ!! はっぴいえんど』『THE HAPPY END』と、はっぴいえんどがバックで演奏を務めた楽曲を集めた『バッキング音源集』、未発表ライブ音源を多数収録した『ライブ・ヒストリーVOL.1』『同VOL.2』がセットになったボックス・セット。
3. はっぴいえんどマスターピース（2014年12月26日）
  - URCレコードより発売したオリジナル・アルバム『はっぴいえんど』と『風街ろまん』のアナログ・マスターからのダイレクト・カッティングによるアナログ完全復刻盤に加え、メンバー公認でデジタル・リマスタリングしたCDを付属したボックス・セット。94k 24bitのハイレゾ音源を期間中ダウンロードできるダウンロード・カード、当時のレコーディング資料や、野上眞宏所蔵の写真等を掲載した資料集、松本隆作詞ノート・レプリカを併せて収納。
4. 岡林信康withはっぴいえんど 7インチBOX（2018年7月25日）
  - はっぴいえんどが岡林信康と共にURC時代にリリースしたシングル盤を収納した限定7インチBOXセット。ボーナス・レコードとして、岡林との最後のスタジオ録音となった「私たちの望むものは」を加えた6枚組。

## 関連作品
- はっぴいえんど（1983年6月）
  - センチメンタル・シティ・ロマンスによるカバー・アルバム[注釈 2]。
- はっぴいえんどに捧ぐ（1993年9月9日、再発：2004年11月3日、再々発：2010年12月15日）
  - SME所属アーティストによるカバーを収録。ジャケットのイラストは、つげ義春の短編漫画『紅い花』の主人公キクチサヨコ。2010年12月15日にボーナス・ディスクを追加した2枚組CD『はっぴいえんどに捧ぐ +』として再々発。吉田美奈子、矢野顕子、清水ミチコ、太田裕美、ピチカート・ファイヴ、小坂忠、葡萄畑などがライブでカバーした曲を追加収録。ブルースペックCD仕様。
- 佐野史郎とライスカレー（2001年12月5日）
  - はっぴいえんどの未発表曲、「ちぎれ雲」（作詞：松本隆、作曲：鈴木茂）を収録（初収録）、鈴木茂参加。
- HAPPY END PARADE〜tribute to はっぴいえんど〜（2002年5月22日）
- はっぴいえんどかばあぼっくす（2002年5月31日）
  - 5枚組CDボックス・セット。はっぴいえんどが発表した3枚のスタジオ・アルバムと1枚のライブ・アルバム全曲を、本ボックス発売元のOZ disc所属アーティストを中心に、様々なアーティストがカバー。さらにボックス・セット収録の未発表曲までカバーされている。ライブ・アルバム『ライブ・はっぴいえんど』のカバーについては、1973年9月21日に行われたライブ「CITY - LAST TIME AROUND」を、2002年1月10日に同じ文京シビックホールにて完全再現またはカバーが行なわれた。ライブ・アルバム未収録の「CITY - LAST TIME AROUND」参加アーティストの曲もカバー。それらは『-はっぴいえんどかばあぼっくす外伝-素晴らしき船出かな』に収録され、ボックスには未収録。また、「レア・トラックス」と題されたボーナスCDには、はっぴいえんどが当時ライブで演奏していた曲のカバーが収録されている。Oz discで予約注文および注文を行うと、はっぴいえんどのシングル3枚をカバーしたアナログシングル盤3枚と、ベスト盤『CITY』のカバーを収録したCD-Rが特典として配布された。
- 風街クロニクル 〜another side of happy end〜（2004年11月3日、MHCL-427）
  - 解散後に細野・大瀧・鈴木のいずれかが作曲、松本が作詞を手掛けた各メンバーのソロ、他者提供曲、カバーなどを収録した2枚組コンピレーション・アルバム。
- ひっぴいえんど（2009年2月18日、CD+DVD：COZP-354【初回限定盤】、CD：COCP-35382【通常盤】）
  - 加藤和彦と坂崎幸之助のユニット「和幸」（かずこう）のセカンド・アルバム。はっぴいえんどのバンド名や曲名、アルバム名をもじった曲を収録。
- CITY COVER BOOK（2010年12月15日）
  - ベスト・アルバム『CITY』全収録曲をカバーしたアルバム。
- SKYE（2021年10月27日〈CD〉、11月10日〈LP〉）
  - 鈴木茂、小原礼、林立夫、松任谷正隆のバンド「SKYE」がリリースしたアルバム。はっぴいえんどの未発表曲『ちぎれ雲』（作詞：松本隆、作曲：鈴木茂）を収録[20][21]。

## 出演
- TDKトップ・オブ・ジャパン（エフエム東京）

## 書籍
- はっぴいえんど伝説―細野晴臣・大滝詠一・松本隆・鈴木茂の世界（1983年1月1日、八曜社、著：萩原健太）
- 定本はっぴいえんど（1986年12月1日、SFC音楽出版、共著：大川俊昭・高護）
- はっぴいえんどコンプリート（2008年3月20日、株式会社シンコーミュージック・エンタテイメント、監修：木村ユタカ）
- 野上眞宏 写真集『ゆでめん』（2021年8月5日、株式会社ミュージック・マガジン、ISBN 978-4943959359） –  『ゆでめん』の通称で知られるアルバム『はっぴいえんど』のレコーディングに密着した野上眞宏が、新しい音楽の創造と向き合うメンバーの姿をファインダー越しに記録した写真集。監修・鈴木茂[22]。
- はっぴいえんどの原像（2023年1月20日〈予定〉、リットーミュージック、共著：サエキけんぞう・篠原章）